# Młodzieszyn (gromada)
Młodzieszyn – dawna gromada, czyli najmniejsza jednostka podziału terytorialnego Polskiej Rzeczypospolitej Ludowej w latach 1954–1972.
Gromady, z gromadzkimi radami narodowymi (GRN) jako organami władzy najniższego stopnia na wsi, funkcjonowały od reformy reorganizującej administrację wiejską przeprowadzonej jesienią 1954 do momentu ich zniesienia z dniem 1 stycznia 1973, tym samym wypierając organizację gminną w latach 1954–1972.
Gromadę Młodzieszyn z siedzibą GRN w Młodzieszynie utworzono – jako jedną z 8759 gromad na obszarze Polski – w powiecie sochaczewskim w woj. warszawskim, na mocy uchwały nr VI/10/4/54 WRN w Warszawie z dnia 5 października 1954. W skład jednostki weszły obszary dotychczasowych gromad Budy Stare(), Juliopol, Justynów, Leontynów, Marysin, Mistrzewice, Mistrzewice Nowe, Młodzieszyn i Radziwiłka ze zniesionej gminy Młodzieszyn w tymże powiecie. Dla gromady ustalono 27 członków gromadzkiej rady narodowej.
31 grudnia 1959 do gromady Młodzieszyn przyłączono obszar zniesionej gromady Janów w tymże powiecie (bez wsi Sarnów, Zofiówka i Zdżarów), a także wieś Rokicina Młodzieska ze znoszonej gromady Budy Iłowskie w tymże powiecie.
31 grudnia 1961 do gromady Młodzieszyn włączono wsie Bibiampol, Helenka i Żukówka ze zniesionej gromady Żukówka oraz wsie Helenów i Skutki ze zniesionej gromady Wężyki w tymże powiecie.
1 stycznia 1969 z gromady Młodzieszyn wyłączono część wsi Żukówka pod nazwą Nadrzecze o powierzchni 25 ha, włączając ją do miasta Chodakowa w tymże powiecie.
Gromada przetrwała do końca 1972 roku, czyli do kolejnej reformy gminnej. 1 stycznia 1973 w powiecie sochaczewskim reaktywowano gminę Młodzieszyn.